# لحلاح الشرق
سورنجان الشرق أو لحلاح الشرق هو نوع من النباتات المزهرة في الفصيلة اللحلاحية ذو تاريخ طويل من الزراعة ولا يوجد مكان معين من الأصل. يُعتقد أنه مزيج من الأنواع الأَخَر.